# Psaliodes lilacina
Psaliodes lilacina är en fjärilsart som beskrevs av W. Warren 1904. Psaliodes lilacina ingår i släktet Psaliodes och familjen mätare. Inga underarter finns listade i Catalogue of Life.